# Baden Open 2009
Il Baden Open 2009 è stato un torneo professionistico di tennis maschile giocato sulla terra rossa, che faceva parte dell'ATP Challenger Tour 2009. Si è giocato a Karlsruhe in Germania dal 25 al 31 maggio 2009.

## Partecipanti

### Teste di serie
| Nazionalità | Giocatore               | Ranking* | Testa di serie |
| ----------- | ----------------------- | -------- | -------------- |
| Germania    | Michael Berrer          | 116      | 1              |
| Spagna      | Pere Riba               | 151      | 2              |
| Stati Uniti | Amer Delić              | 156      | 3              |
| Stati Uniti | Brendan Evans           | 161      | 4              |
| Kazakistan  | Jurij Ščukin            | 178      | 5              |
| Argentina   | Juan Pablo Brzezicki    | 179      | 6              |
| Spagna      | Miguel Ángel López Jaén | 180      | 7              |
| Serbia      | Boris Pašanski          | 191      | 8              |

- Ranking al 18 maggio 2009.

### Altri partecipanti
Giocatori che hanno ricevuto una wild card:
- Ričardas Berankis
- Nicolas Reissig
- Dominik Schulz

Giocatori passati dalle qualificazioni:
- Dustin Brown
- Adam Chadaj
- Evgenij Donskoj
- Peter Gojowczyk
- Gabriel Moraru (Lucky Loser)

## Campioni

### Singolare
Florian Mayer ha battuto in finale  Dustin Brown, 6–2, 6–4

### Doppio
Rameez Junaid /  Philipp Marx hanno battuto in finale  Tomasz Bednarek /  Aisam-ul-Haq Qureshi, 7–5, 6–4